# Décès en 2006
Décès
- 2002
- 2003
- 2004
- 2005
- 2006
- 2007
- 2008
- 2009
- 2010

Cet article présente une liste de personnalités mortes au cours de l'année 2006 dont la date de décès précise est inconnue.
La liste des personnes référencées dans Wikipédia est disponible dans la page de la Catégorie:Décès en 2006

Les mois de l'année font l'objet de listes spécifiques :

## Date inconnue
| Nom              | Activités                             | Âge      | Source |
| ---------------- | ------------------------------------- | -------- | ------ |
| Kanayama Akira   | peintre japonais                      | 81 ou 82 | (en)   |
| Eduardo Dhelomme | peintre et sculpteur franco-brésilien | 83 ou 84 |        |